# Concurrence fiscale
La concurrence fiscale, ou compétition fiscale, moins-disance fiscale ou encore dumping fiscal (anglicisme) est une pratique consistant, pour un État, à adopter une législation fiscale moins contraignante que celle d’États concurrents afin de mieux attirer des personnes, physiques ou morales, étrangères et des capitaux étrangers. Cet État adapte son niveau d'imposition en sorte d'accroître son attractivité fiscale. Ce terme est souvent utilisé dans le cadre de l'imposition des sociétés.
Il s'agit d'une forme de concurrence entre différentes entités fixant l'assiette des contribuables et les taux d'imposition (les États), qui tentent de renforcer leur attractivité en jouant sur la fiscalité pour attirer les entreprises.
Le « dumping » fiscal fait référence à la politique fiscale incitative menée par un pays dans le but de faire venir sur son territoire des capitaux ou des personnes. Cette pratique vise à accroitre la compétitivité de l'État qui l'utilise, mais s'apparente fréquemment  à des pratiques déloyales lorsque la différence de fiscalité est très importante vis-à-vis de ce qui se pratique dans les pays voisins.
La concurrence fiscale peut avoir des externalités (c'est-à-dire des impacts) horizontales ou verticales. En effet, les décisions d'un acteur influent sur les décisions des autres acteurs. Ces externalités sont dites horizontales lorsqu'elles influent sur des acteurs de même niveau (des États par exemple) et verticales lorsqu'elles influent sur des acteurs de niveaux hiérarchiques différents (un État et une région par exemple).

## Mise en perspective historique
Depuis les réformes fiscales adoptées par l'administration Reagan en 1981 (Economic Recovery Tax Act) et en 1986 (Tax Reform Act), ayant consisté en une baisse massive des impôts aux États-Unis, et en particulier de l'impôt sur les sociétés, il y a eu un accroissement de l'injustice fiscale aux États-Unis, les 1 % les plus riches payant proportionnellement moins d'impôts que les 50 % les plus pauvres, situation inédite dans l'histoire des États-Unis.
Les réformes américaines ayant engendré de la croissance économique (mesurée par le Produit intérieur brut)[réf. nécessaire], il en a résulté, dans le monde, une course accélérée au moins-disant en matière d'impôt sur les sociétés, la quasi-disparition des impôts sur la fortune, l'adoption d'une flat tax (Impôt à taux unique en français) sur les revenus du capital, la baisse des taux marginaux progressifs d'imposition sur ceux tirés du travail, et la montée en puissance des impôts régressifs[Quoi ?] sur la consommation.
En Europe, les inégalités n'ont pas augmenté aussi fortement qu'aux États-Unis[réf. nécessaire], mais l'injustice fiscale a contribué à alimenter le mécontentement des électeurs, comme on l'a vu avec le Brexit, le mouvement des Gilets jaunes et l'émergence de nouveaux partis d'extrême droite dans des régions où ils étaient quasiment absents. Cette non-régulation économique n'est pas soutenable, car à terme elle ne peut que finir par miner le consentement à l'impôt, tout en alimentant la montée des inégalités, avec des conséquences potentiellement explosives.
Il est généralement admis que les bases fiscales les plus mobiles, et donc les plus directement bénéficiaires de la concurrence fiscale, sont les bases taxables des entreprises (capitaux et bénéfices), ainsi que les revenus et les patrimoines financiers des personnes physiques les plus fortunées, les autres catégories de revenus et de capitaux sont donc en général plus taxés.
Ainsi, depuis 1982, les taux d'imposition des bénéfices des entreprises des pays industrialisés ont connu une tendance globale à la baisse, mais variable selon les différentes périodes et selon les pays. On a également observé une baisse des taux nominaux sur les tranches marginales d'imposition sur le revenu. De même, certains pays ont supprimé les impôts de type impôt sur la fortune (Autriche 1993, Allemagne 1995, Danemark 1997). Cependant, le poids de la taxation des revenus des personnes physiques ou morales dans le total des impôts en 2003 était peu ou prou le même qu'en 1965, le principal transfert d'imposition s'étant effectué des impôts sur la consommation (36 % en 1965 contre 28 % en 2003) pourtant non mobile sur les cotisations sociales (18 % en 1965 contre 25 % en 2003). En fait, les taux d'imposition des entreprises et des particuliers ont connu une phase d'augmentation dans la période 1968-1982, puis une phase de diminution de 1982 à 1995, suivie d'une nouvelle phase de légère augmentation de 1995 à 2001[réf. nécessaire]. Entre 2000 et 2020, le taux légal moyen d'imposition des sociétés, dans le monde, a chuté de plus de 7 points, passant de 28 % à 20,6 %. Ce mouvement est causé par la concurrence à laquelle se livrent les pays souhaitant accueillir sur leur territoire les sièges sociaux des multinationales.
On a ainsi vu fleurir les paradis fiscaux dans le monde.
On pourrait ajouter que la course au moins-disant concerne aussi le domaine social (moins-disance sociale) et le domaine environnemental (dumping environnemental).

## Objectifs de la concurrence fiscale
La pratique de la concurrence fiscale a pour but :
- de rendre un État ou groupe d'États plus attractif pour les investisseurs ;
- d'inciter les élus à une meilleure gestion des collectivités ;
- de rendre les entreprises locales plus compétitives et ainsi de favoriser les exportations ;
- d'attirer ou de conserver des résidents fortunés (voir expatriation fiscale), ceux-ci bénéficiant ainsi à l'économie locale et aux finances publiques du pays[réf. nécessaire].

## Conséquences

### La concurrence fiscale dommageable selon l'OCDE
La concurrence fiscale dommageable est un concept défini par l'Organisation de coopération et de développement économiques (OCDE) dans son rapport de 1998 et l'Union européenne (code de conduite pour les sociétés en matière d'imposition). Il désigne les pratiques fiscales non transparentes, qui diffèrent fortement des pratiques fiscales habituellement acceptées, qui sont offertes à certaines entreprises seulement et/ou qui ne sont pas en rapport avec une activité réelle.
L'OCDE distingue ainsi :
- les paradis fiscaux ;
- les régimes fiscaux préférentiels dommageables dans les pays membres de l'OCDE et dans les pays non membres.

Dans son rapport de 1998, l'OCDE retenait quatre critères pour définir un paradis fiscal :
- des impôts insignifiants ou inexistants ;
- l'absence de transparence sur le régime fiscal ;
- l'absence d'échanges de renseignements fiscaux avec d'autres États
- l'absence d'activités substantielles.

Le quatrième critère, celui de l'absence d'activités substantielles, n'est plus pris en compte par l'OCDE depuis 2001[réf. nécessaire]

### Les dangers de la concurrence fiscale
Selon un rapport sénatorial français, la concurrence fiscale ferait apparaître cinq dangers majeurs :
- Atténuation de la souveraineté réelle des États ; contraints par la concurrence des autres États, les pouvoirs publics ne peuvent plus librement déterminer leur structure de prélèvements obligatoires ;
- Perte de capacité à financer les fonctions collectives par assèchement des recettes publiques. La diminution des recettes fiscales rend plus difficile le financement des services publics et des infrastructures. Toutefois, cette conséquence reste théorique et n'a pas été observée en pratique[6] ;
- Risque de voir les systèmes fiscaux nationaux se réformer aux dépens des bases économiques les moins mobiles, ce qui augmente le risque d'inégalité de traitement entre deux contribuables ayant des revenus similaires ;
- Appliquée à certains secteurs, elle peut favoriser le développement artificiel d'activités économiquement non justifiées au détriment de projets qui, eux, le seraient en ayant des effets similaires aux subventions ;
- La fiscalité tend à favoriser les revenus thésaurisés (mobiles) au détriment des revenus consommés.

En théorie, la concurrence fiscale encourage les États à maîtriser leur fiscalité et ainsi leurs dépenses. Elle peut obliger les États à revoir leur gestion publique et à entamer des réformes structurelles. Toutefois, en pratique, la France en particulier a plutôt vu augmenter leur taux moyen de prélèvements obligatoires.
De même, la concurrence fiscale accrue a encouragé les États à diminuer leur taux d'imposition sur certains types de contribuables, mais à élargir leurs assiettes globales afin de ne pas diminuer leurs rentrées fiscales[réf. nécessaire].

## Stratégies de lutte contre la concurrence fiscale

### Dans l'Union européenne
La lutte contre les pratiques déloyales de concurrence fiscale passe par la transparence fiscale, consistant à rendre publiques les données fiscales et comptables, avec l'objectif de lutter contre l'évasion fiscale et l'optimisation fiscale.
La Commission européenne a annoncé le 1er juin 2021 le lancement de l'Observatoire européen de la fiscalité, un nouveau laboratoire de recherche chargé d'aider l'UE dans sa lutte contre les pratiques fiscales abusives. Cet observatoire a pour objectif de soutenir la lutte contre les pratiques fiscales abusives au moyen de la recherche de pointe.
Après cinq ans de blocages, les institutions européennes sont parvenues le mardi 2 juin 2021 à un accord final sur le reporting fiscal pays par pays. À partir de 2023, il imposera aux entreprises implantées dans l'UE et affichant plus de 750 millions d'euros de chiffre d'affaires de rendre publique une batterie de données fiscales et comptables (bénéfices, chiffre d'affaires, nombre de salariés, assiette fiscale, impôts payés) en les ventilant dans chacun des vingt-sept États-membre où elles exercent.

### Dans le monde
Les stratégies de lutte contre la concurrence fiscale sont de quatre ordres[réf. nécessaire] :
- la diminution globale du poids des prélèvements obligatoires : c'est une stratégie choisie qui a été mise en œuvre au début des années 1980 par certains pays anglo-saxons[Lesquels ?][réf. nécessaire],comme la politique américaine de Ronald Reagan (générant une croissance de 3.8% par an en moyenne durant la présidence Reagan). Les dépenses publiques étant plus faibles, les gouvernements ont pu réduire les impôts pour attirer les facteurs de production[réf. nécessaire]. La France à l'opposé les a augmentés pour atteindre 57 % de PIB en 2014[réf. nécessaire].
- la diminution des taux de prélèvement et l'élargissement des assiettes : cette stratégie a été largement mise en œuvre dans la plupart des pays de l'OCDE excepté en France.[réf. nécessaire]
- l'amélioration de l'attractivité du territoire : cette stratégie vise à rendre plus rentable un investissement sur un territoire plus taxé qu'un autre. Il vise à améliorer la rentabilité d'un investissement sans jouer sur la fiscalité en créant des conditions macro-économiques plus favorables (meilleures infrastructures, main-d'œuvre plus qualifiée, etc.). Toutefois, l'attractivité d'un territoire est souvent plus une question d'image même si cette image se construit à partir d'éléments tangibles[14]. La communication d'un État est donc très importante dans sa stratégie d'attractivité mais pas suffisante.
- les accords internationaux visant à construire des cartels fiscaux : historiquement, les premiers accords, souvent conclus dans le cadre de l'OCDE ou de l'Union européenne avaient pour but de lutter contre les pratiques fiscales dommageables des paradis fiscaux. Toutefois, les pays industriels ont compris qu'il était de leur intérêt de limiter la concurrence fiscale entre leurs territoires. C'est pourquoi, on assiste depuis 2000 à l'élimination des pratiques fiscales dites dommageables (régimes fiscaux préférentiels) dans le cadre de l'OCDE[15],[16]. Par ailleurs, des négociations sont en cours entre les pays de l'Union européenne pour harmoniser leurs assiettes fiscales et la taxation de l'épargne[17].

### Accord du G20 d'octobre 2021 sur la taxation des multinationales
Un accord sur un taux de taxation des multinationales minimal de 15 % a été signé par 136 pays en octobre 2021, et a été validé au sommet du G20 à Rome, fin octobre 2021.
Cependant, selon le CCFD-Terre solidaire, cette réforme présente des lacunes majeures. Parmi les sept mythes identifiés par l'ONG, les États risquent d’accélérer une course à la baisse des taux jusqu’à atteindre le minimum de 15 %.

## Exemple de pays de l'Union européenne qui pratiquent la concurrence fiscale
L'Irlande abrite les sièges européens d'un grand nombre de multinationales américaines du secteur du numérique (GAFAM), dans un quartier de Dublin appelé « Silicon Docks (en) » en référence à la Silicon Valley et aux anciens docks de Dublin. Le régime fiscal de l'Irlande particulièrement avantageux pour les sociétés a ainsi attiré les géants du Web, ce qui a permis à l'Irlande, après la crise de 2008 particulièrement dure, de reprendre sa marche en avant. L'Irlande affiche ainsi un taux de croissance supérieur à 10 % sur la période 2014-2018 dont un incroyable +25 % en 2016. L'Irlande a accepté de relever le taux de taxation des multinationales de 12,5 % à 15 % à la suite de l'accord du G20